# Chthoniidae

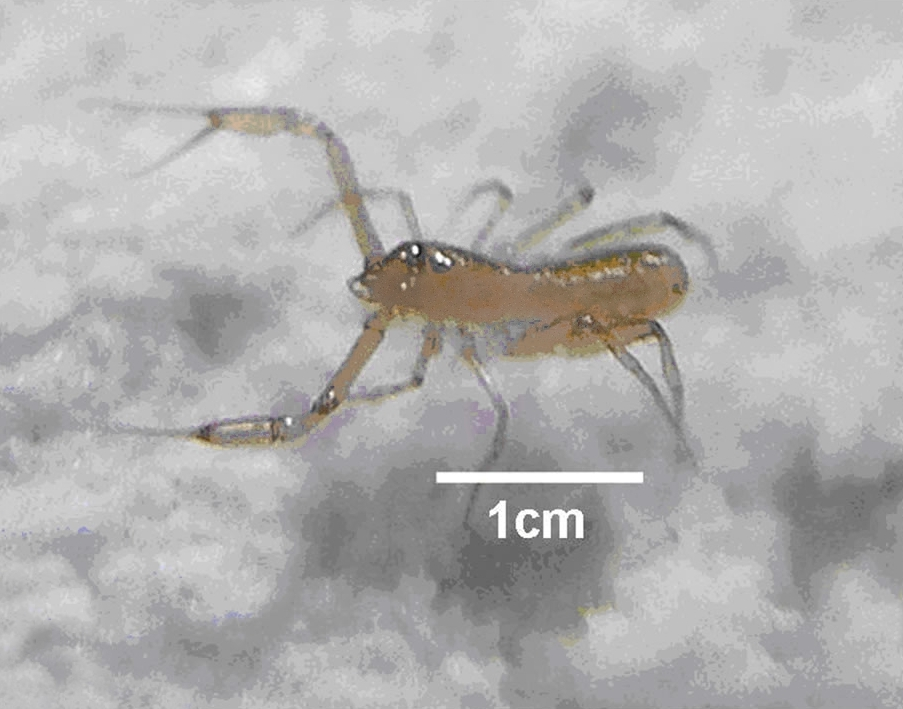
Ложноскорпион Ayyalonia dimentmani

Chthoniidae (лат.) — семейство псевдоскорпионов из подотряда Epiocheirata.
Более 700 видов во всех регионах мира.

## Описание
Представители семейства размером обычно не более 2—3 мм, редко до 1 см. Chthoniidae в узком таксономическом объёме отличаются следующими признаками: вокруг дыхалец имеются нечеткие пластинки; они расположены поперек длинной оси брюшка; генитальная область самки лишь слабо склеротизована; на карапаксе менее 30 щетинок. И нимфы, и взрослые особи часто имеют хелицеральную галеа в виде одиночного склеротического бугорка или гребня. Коксальные шипы обычно присутствуют на тазиках I, II и III. Межтазиковый бугорок, если он имеется, несет две небольшие щетинки. Внутренние базальные (ib) и внутренние суббазальные (is) трихоботрии обычно располагаются поперечно на дорзуме клещни, но могут располагаться более дистально у основания неподвижного пальца (Pseudotyrannochthonius) или могут соединяться с наружными базальными (eb) и наружнымми суббазальными (es) трихоботриями (Lechytia) или могут располагаться тандемно (Mexichthonius). На подвижном пальце клещни суббазальный (sb) трихоботрий может располагаться близко к субтерминальному (st), как у Tridenchthoniidae, или близко к базальному (b), у основания пальца. Брюшко обычно заметно длиннее карапакса.
Вокруг дыхалец у представителей Tridenchthoniinae (Tridenchthoniidae) отчетливые склеротические пластинки; эти пластинки ориентированы косо к длинной оси брюшка. Кроме того, генитальная область самки сильно склеротизована. На панцире обычно 50 и более щетинок. У взрослых особей отсутствует хелицеральная галеа, но у тритонимфы (по крайней мере, у некоторых видов) есть тройной галеа. Коксальные шипы имеются на тазиках I и II: межтазиковый бугорок, если имеется, несет одиночную щетинку; внутренняя базальная (ib) и внутренняя суббазальная (is) трихоботрии располагаются поперечно на дорзуме хелальной кисти. На подвижном хелальном пальце суббазальный (s) трихоботрий гораздо ближе к субтерминальному (st), чем к базальному (b). Брюшко часто немного длиннее карапакса.
Члены семейства широко распространены как в тропических, так и в умеренных зонах и на всех континентах. В основном они мелкого размера, обычно живут в подстилке и почве, а иногда и под корой деревьев. Многие ушли в пещеры, где некоторые превратились в сильно видоизмененные троглобионтные формы: наиболее успешными пещерными родами являются Chthonius и Troglochthonius в Европе; и Aphrastochthonius, Kleptochthonius и Tyrannochthonius в Северной и Центральной Америке; и Pseudotyrannochthonius в Австралии.
Представители семейства Chthoniidae распространены в большинстве регионов мира и в основном встречаются в опавших листьях, почве, под камнями или в пещерах. Троглобионтные хтонииды также встречаются в большинстве регионов мира.

## Классификация
Включает более 700 видов, в том числе, 27 родов, 617 видов (Chthoniidae s.str.), 15 родов, 71 вид (Tridenchthoniinae, или Tridenchthoniidae), 1 родов, 23 вида (Lechytiinae, или Lechytiidae).
Chthoniidae включает бывшие семейства Tridenchthoniidae Balzan, 1892 (=Dithidae) и Lechytiidae Chamberlin, 1929, которые рассматриваются в ранге подсемейств Tridenchthoniinae и Lechytiinae. Крупнейший род Chthonius включает более 200 видов.
В ископаемом состоянии семейство известно с мелового периода (Бирманский янтарь), а также из эоцена в балтийском, доминиканском, мексиканском янтарях.

### Chthoniidae s.str.
- Aphrastochthonius J. C. Chamberlin, 1962 — Мексика, юг США, Гватемала, Куба
- Apochthonius J. C. Chamberlin, 1929 — Северная Америка
- Austrochthonius J. C. Chamberlin, 1929 — Южная Америка, Австралия, Новая Зеландия
- Caribchthonius Muchmore, 1976 — Карибский бассейн
- Chiliochthonius Vitali-di Castri, 1975 — Чили
- Chthonius C. L. Koch, 1843 — Европа и до Ирана, Северная Африка, Балеарские острова, США; один вид космополитный
- Congochthonius Beier, 1959 — Заир
- Drepanochthonius Beier, 1964 — Чили
- Francochthonius Vitali-di Castri, 1975 — Чили
- Kleptochthonius J. C. Chamberlin, 1949 — США
- Lagynochthonius Beier, 1951 — Австралазия, Африка
- Malcolmochthonius Benedict, 1978 — США
- Maorichthonius J. C. Chamberlin, 1925 — Новая Зеландия
- Mexichthonius Muchmore, 1975 — Мексика, Техас
- Mundochthonius J. C. Chamberlin, 1929 — Евразия, Доминиканская Республика, Северная Америка
- Neochthonius J. C. Chamberlin, 1929 — Калифорния
- Paraliochthonius Beier, 1956 — Европа, Африка, Флорида
- Pseudochthonius Balzan, 1892 — Южная и Центральная Америка, Африка
- Sathrochthoniella Beier, 1967 — Новая Зеландия
- Sathrochthonius J. C. Chamberlin, 1962 — Австралия, Новая Каледония, Южная Америка
- Spelyngochthonius Beier, 1955 — Сардиния, Испания, Франция
- Stygiochthonius Carabajal Marquez, Garcia Carrillo & Rodriguez Fernandez, 2001 — Испания
- Troglochthonius Beier, 1939 — Италия, Югославия
- Tyrannochthoniella Beier, 1966 — Новая Зеландия
- Tyrannochthonius J. C. Chamberlin, 1929 — Новый Свет, Австралазия, Африка, Гавайи
- Vulcanochthonius Muchmore, 2000 — Гавайи
- †Weygoldtiella Harvey et al., 2018 — Бирманский янтарь, Мьянма
- †Prionochthonius — Бирманский янтарь

### Tridenchthoniinae
- Anaulacodithella — Южная Африка, Австралия, Новая Каледония
- † Chelignathus
- Compsaditha — Африка, Южная Америка, Южная и Юго-Восточная Азия, Сейшельские острова
- Cryptoditha — Южная Америка
- Ditha — Африка, Юго-Восточная Азия, Океания
- Dithella — Юго-Восточная Азия
- Haploditha — Южная Америка
- Heterolophus — Австралия, Южная Америка
- Neoditha — Южная Америка
- Pycnodithella — Африка, Австралия
- Sororoditha — Южная Америка
- Tridenchthonius — Африка, Южная и Центральная Америка
- Typhloditha — Африка
- Verrucaditha — Северная Америка
- Verrucadithella — Африка, Южная Америка

### Lechytiinae
- Lechytia Balzan, 1892 — Повсеместно